# Мирјана Војновић
Мирјана Војновић (потписује се и као Мирјана Стојановић-Војновић; Болман, 25. април 1951) магистар је уметности из области унутрашње архитектуре, професор Високе школе ликовних и примењених уметности струковних студија у Београду, аутор идејног и извођачког пројекта новог иконостаса у Храму светих апостола Петра и Павла у Болману.

## Школовање
Рођена је у барањском селу Болману од оца Радована Стојановића и мајке Анкице р. Бојанин. Основну школу завршила је у родном селу.
Похађала је Гимназију „Браћа Рибар“ у Осијеку, на којој је матурирала 1969. године. Исте године уписала је Академију примењених уметности у Београду, Одсек унутрашња архитектура, гдје је 1974. године дипломирала и стекла високу школску спрему и стручни назив "дипломирани архитекта унутрашње архитектуре".

## Универзитетска каријера
Члан Удружења ликовних уметника примењене уметности (УЛУПУС) постала је 1976. године. Од 1977. запослена је у Вишој педагошкој школи за економику домаћинства у Земуну на радном месту наставника у звању предавача за предмет Култура становања. Године 1981. уписује постдипломске студије на Факултету примењених уметности у Београду, а завршава их 1984. и стиче академски назив "магистар уметности из области унутрашње архитектуре".
На Вишу школу ликовних и примењених уметности у Београду прелази 1988. године у звању предавача за предмет Писмо I и II У звање професора више школе за наведени предмет први пут је изабрана 1993. године, а 1998. изабрана је у звање професора за предмет Декорација ентеријера.

## Пројекти, изложбе, сајмови, жирирање
Радила је на бројним пројектима, изложбама и сајамским поставкама те била чланица стручних жирија.
- Од 1976. до 1978. године припремала је изложбе и сајамске поставке за Културни центар града Београда, Југославија-публик, Југодрво, Нови дом итд.
- Године 1978. ради пројект адаптације Хотела „Бачиште“ на Копаонику. Поставку ретроспективне изложбе Наде Ристић–Влајковић у Музеју примењених уметности у Београду пројектује 1990.
- Година 1989, 1991. и 1993. чланица је стручног жирија за награду „Добар дизајн“, коју додјељује Удружење ликовних уметника примењених уметности и дизајнера Србије (УЛУПУДС) на Сајму намештаја у Београду.
- Од 1976. до 1993. учествује на групним изложбама „Мајски салон“, „Октобарски салон“, „Златно перо“ итд. Најужа су јој специјалност стилски ентеријер и намјештај.

## Рад на књигама
- Скрипта за предмет Писмо I и II објавила је 1993, а скрипта за предмет Декорација ентеријера I и II 1998. године.
- Илустровала је књиге „Заштита и унапређење животне средине“ Слободана Грујичића (Београд, 1987; уз Станоја Ивића) и „Стилска унутрашња архитектура : Део 1" Александра Ајзинберга (Београд, 1994).
- У јануару 1994. имала је самосталну изложбу цртежа насталих за књигу „Стилска унутрашња архитектура“ у београдској Галерији „Сингидунум“. У септембру исте године та је изложба била постављена и у Белом Манастиру.

## Управљачке функције
Помоћник директора Више школе ликовних и примењених уметности (ВШЛИПУ) у Београду постаје 1996. године. На тој дужности остаје до 2001. године. Четири године касније (у августу 2005) именована је за директора исте школе. Данас та високошколска установа носи име Висока школа ликовних и примењених уметности струковних студија (ВШЛПУСС).

## Рад на болманском иконостасу
- Од 2000. године сарађује с Музејом примењених уметности у Београду, посебно с Одељењем за стилски намештај. Истовремено пројектује већи број стамбених ентеријера.
- Од 2000. до 2005. године ради извођачки пројект иконостаса Храма светих апостола Петра и Павла у Болману по сопственом пројекту из 1989. године и врши надзор над извођачким радовима.
- У месецу јулу 2006. боравила је у САД као гост Универзитета Парсонс и Школе визуелних уметности у Њујорку, а у новембру недељу дана у Уједињеном Краљевству као гост Универзитета у Брајтону.
- За свој уметнички рад из области стилског ентеријера одликована је Орденом светог Саве другог степена (синодски број 1175). Орден је заслужила идејним и извођачким пројектом, комплетном организацијом извођачких радова, стручним надзором и монтажом новог иконостаса у каснобарокној православној цркви у Болману. Орден јој је уручен 13. септембра 2008. године приликом освећења иконостаса.

## Приватни живот
Мирјана Војновић је удата за иконописца Зорана Војновића (Београд, 1951), аутора икона на новом иконостасу у Храма св. апостола Петра и Павла у Болману. Немају деце.